# Stubno (gmina)
Stubno [ˈstubnɔ] est une commune rurale de la Voïvodie des Basses-Carpates et du powiat de Przemyśl. Elle s'étend sur 89,1 km² et comptait 4 055 habitants en 2010.
Elle se situe à environ 20 kilomètres au nord-est de Przemyśl et à 71 kilomètres à l'est de Rzeszów, la capitale régionale.